# Jon Pollack
Jonathan Pollack, mais conhecido como Jon Pollack, é um produtor de televisão e roteirista norte-americano.
Pollack trabalhou em séries como Spin City, Just Shoot Me!, Father of the Pride, Joey, Andy Barker, P.I., Home Improvement e 30 Rock. Ele foi nomeado para o Writers Guild of America Award de Melhor Série de Comédia na cerimônia de fevereiro de 2009, por seu trabalho na terceira temporada de 30 Rock.